# Women's Royal Air Force

La Women's Royal Air Force (WRAF) est une branche de la Royal Air Force et qui connaît deux existences successives, entre 1918 et 1920 puis entre 1949 et 1994.

## Histoire

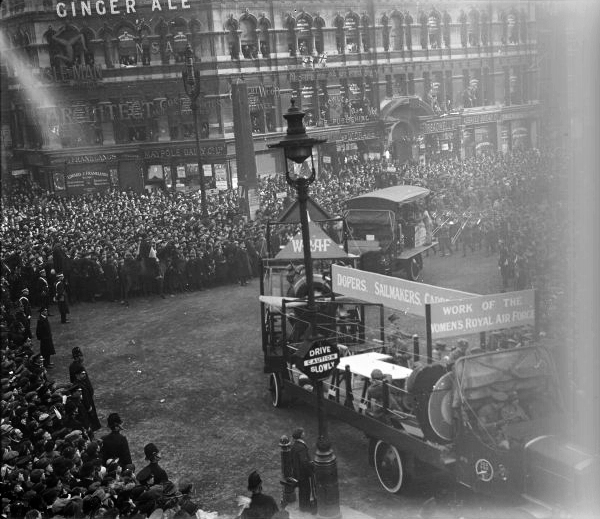
La WRAF en parade à Londres à la fin de la Première Guerre mondiale en 1918.

### Première période
La première WRAF est fondée le 1er avril 1918 en même temps que la RAF et est une organisation auxiliaire de la Royal Air Force. Son but premier était de former des mécaniciennes afin de permettre à davantage d'hommes de prendre part à la Première Guerre mondiale. 
L'organisation connaît un grand succès et voit de nombreuses femmes se porter volontaires pour des postes de conductrices ou de mécaniciennes, et pour pourvoir à d'autres tâches militaires. Cette première WRAF est dissoute le 1er avril 1920, exactement deux années après sa création. Longtemps, la dernière vétéran de cette époque était Gladys Powers, décédée en 2008 ; puis, en mai 2011, est identifiée Florence Green, qui devient alors la dernière survivante connue de la première WRAF.

### Deuxième période
Le 1er février 1949, le nom de Women's Royal Air Force recommence à être employé lorsque la Women's Auxiliary Air Force, fondée en 1939, prend ce nom de Women's Royal Air Force. La WRAF et la RAF se rapprochent au fil du temps, à mesure qu'un nombre grandissant de métiers s'ouvrent aux femmes. Les deux services fusionnent officiellement en 1994, marquant l'intégration complète des femmes dans l'armée britannique et la fin de la Women's Royal Air Force.
Le Central Band (orchestre central) de la WRAF, l'un des deux seuls orchestres des forces armées britanniques de composition exclusivement féminine, est dissous en 1972. Certaines de ses musiciennes sont alors intégrées à l'orchestre des Women's Royal Army Corps (en).

## Liste des commandants de la première WRAF
- Gertrude Crawford 1918
- Violet Douglas-Pennant (mai à septembre 1918)
- Helen Gwynne-Vaughan (de septembre 1918, jusqu'à la dissolution du corps en 1920)

## Liste des directrices de la seconde WRAF
- Air Commandant Dame Felicity Hanbury, 1949–1950
- Air Commandant Dame Nancy Salmon, 1950–1956
- Air Commandant Dame Henrietta Barnet, 1956–1959
- Air Commandant Dame Anne Stephens, 1959–1962
- Air Commandant Dame Jean Conan Doyle (seconde fille d'Arthur Conan Doyle), 1962–1966
- Air Commodore Dame Felicity Hill, 1966–1969
- Air Commodore Philippa Marshall, 1969–1973
- Air Commodore Molly Allott, 1973–1976
- Air Commodore Joy Tamblin, 1976–1980
- Air Commodore Helen Renton, 1980–1986
- Air Commodore Shirley Jones, 1986–1989
- Air Commodore Ruth Montague, 1989–1994